# Krivo srastanje
«Krivo srastanje» — студийный альбом рок-группы Azra, вышедший в 1983 году на лейбле Jugoton.

## Об альбоме
Звучание Krivo srastanje более разнообразно, чем в предыдущем, Kad fazani lete. Преобладает хард-рок, с примесью мотивов фанк и соул.
Тон альбому задают депрессивная ситуация в стране и личные проблемы. Темы варьируются от восстания против конформизма, беспомощности человека в недемократической системе и бунта против мрачной социальной действительности, пересматривая внутренний мир автора и создавая серию сюрреалистических образов.
Обложка альбома создана на студии дизайна Kropilak & Greiner: в черно-белом цвете изображены рабочие, покидающие завод. В левом нижнем углу расположено небольшое фото Бранимира Штулича в окружении названия альбома и группы.

## Список композиций
1. 3N (3:58)
2. Mon ami
3. Pukovnik i pokojnik (3:39)
4. No comment (2:57)
5. Krivo srastanje
6. Jane
7. Klinček stoji pod oblokom (4:24)
8. MSP (4:40)
9. Duboko u tebi (4:44)
10. Nešto između (1:06)
11. Flash